# Narita Ujinaga
Narita Ujinaga (成田氏長?; 1542 – 1595) è stato un samurai giapponese del periodo Sengoku, capo del clan Narita della provincia di Musashi.
Ujinaga era figlio ed erede di Nagayasu e divenne il dodicesimo capo del clan. Succedette al padre dopo una disputa con il fratello minore Osatada. 
Servì il clan Hōjō e combatté con loro nell'assedio di Odawara del 1590, aiutato dalla figlia Kaihime. Tokugawa Ieyasu gli assegnò un feudo del valore di 35.000 koku a Karasuyama, nella provincia di Shimotsuke.
Suo figlio Ujimune morì senza eredi, così i possedimenti del clan tornarono in possesso dei Tokugawa.